# Jutta Behrendt
Jutta Behrendt (rojena Jutta Hampe), nemška veslačica, * 15. november 1960, Berlin.
Jutta je v svoji tekmovalni karieri nastopala za veslaški klub SC Dynamo Berlin / Sportvereinigung (SV) Dynamo. Za Nemčijo je na  Poletnih olimpijskih igrah 1988 v Seulu osvojila zlato medaljo. Pod dekliškim priimkom je nastopala do leta 1987.